# Mala Țărkva, Sofia
Mala Țărkva (în bulgară Мала Църква) este un sat în comuna Samokov, regiunea Sofia,  Bulgaria. 

## Demografie
Componența etnică a satului Mala Țărkva
     Bulgari (95,29%)
     Nicio identificare (4,7%)
     Altele (0%)
La recensământul din 2011, populația satului Mala Țărkva era de 468 locuitori. Din punct de vedere etnic, majoritatea locuitorilor (95,29%) erau bulgari. Pentru 4,7% din locuitori nu este cunoscută apartenența etnică.